# Roger Storm
Roger Gustav Herbert Storm, född 12 september 1956 i Västerås, är en svensk skådespelare och röstskådespelare.

## Biografi
Storm studerade vid Teaterhögskolan i Stockholm 1978–1981. Efter att ha varit verksam vid Åbo svenska teater i ett år kom han 1982 till Örebro länsteater. Därefter har han bland annat varit verksam vid Norrbottensteatern. Han har varit berättarröst i flera musiksagor och ljudböcker riktade till barn samt speaker i Disneys videoreklamer. Han har likaså gjort rösten till Fenton Spadrig (även känd som Gizmokvack) samt Phoebus i Ringaren i Notre Dame.

## Filmografi (urval)
- 2000 – Soldater i månsken (TV-serie)
- 2001 – Återkomsten (TV-serie)
- 2002 – Taurus (TV-serie)
- 2003 – Tusenbröder (TV-serie)
- 2005 – Vinnare och förlorare
- 2006 – Kronprinsessan (TV-serie)
- 2007 – Den man älskar
- 2012 – Call Girl
- 2015 – Blå ögon (TV-serie)
- 2017 – Rebecka Martinsson (TV-serie)
- 2017 – Korparna

## Röstroller i urval
- 1985–1990 – Bumbibjörnarna (röst som Gramse Bumbi och Hubbe Bumbi)
- 1987–1988 – Bravestarr (röst som Shaman, Angus McBride i episoden: (Big Thirty and Little-Wimble), Borgmästaren och Jingles Morgan)
- 1987–1990 – Duck Tales (röst som Fenton Spadrig/Gizmokvack (1989–1990))
- 1989–1990 – Piff och Puff – Räddningspatrullen (röst som Bulan och Råttis (KM Studio))
- 1990–1991 – Luftens hjältar
- 1991–1992 – Darkwing Duck (röst som Allan Fummelfot, P-G Boss, Gizmokvack och Järnnäbb)
- 1994 – Jafars återkomst (röst som Abis Mal)
- 1996–1998 – Lilla Djungelboken
- 1997 – Nalle Puh och jakten på Christoffer Robin
- 1998 – Ett småkryps liv
- 1999–2000 – Musses verkstad
- 2001–2003 – Hos Musse
- 2001 – Svanen och trumpeten
- 2002 – Lilo & Stitch
- 2002 – Spy Kids 2 - De förlorade drömmarnas ö
- 2002 – Hos Musse - Skurkarna
- 2003 – Hitta Nemo
- 2003 – Spy Kids 3-D: Game Over
- 2003 – Stitch! - Experiment 626
- 2003–2006 – Lilo & Stitch
- 2004 – Polarexpressen
- 2005 – Lilo & Stitch 2
- 2006 – På andra sidan häcken
- 2006 – Leroy & Stitch
- 2006 – Natt på museet
- 2007 – The Simpsons: Filmen
- 2007 – Gustaf livs levande
- 2009 – Natt på museet 2
- 2012 – Berättelsen om Pi
- 2014 – Natt på museet: Gravkammarens hemlighet
- 2015 – Minioner

## Teater

### Roller (ej komplett)
| År   | Roll                                   | Produktion | Regi                  | Teater                      |
| ---- | -------------------------------------- | --- | --------------------- | --------------------------- |
| 1980 |                                        | Tolvskillingsoperan (Die Dreigroschenoper) Bertolt Brecht och Kurt Weill                                                  | Lars Göran Carlson    | Parkteatern                 |
| 1982 |                                        | Mannen från La Mancha (Man of La Mancha) Mitch Leigh, Joe Darion och Dale Wasserman                                       | Georg Malvius         | Örebro länsteater           |
| 1983 |                                        | Utsikt från en bro (A View From the Bridge) Arthur Miller                                                                 | Georg Malvius         | Örebro länsteater           |
| 1983 | Hjalmar Bergman                        | Mitt hjärta har ingen sköld Thomas Lindroth                                                                               | Örjan Herlitz         | Örebro länsteater           |
| 1984 | Cliff Bradshaw                         | Cabaret John Kander, Fred Ebb och Joe Masteroff                                                                           | Georg Malvius         | Örebro länsteater           |
| 1984 | Florindo                               | Två herrars tjänare (Il servitore di due padroni) Carlo Goldoni                                                           | Alfred Meschnigg      | Örebro länsteater           |
| 1985 | Robert                                 | Maratondansen (They shoot horses, don't they?) Ray Herman                                                                 | Örjan Herlitz         | Örebro länsteater           |
| 1986 | Jonatan                                | Bröderna Lejonhjärta Astrid Lindgren                                                                                      | Roland Klockare       | Örebro länsteater           |
| 1987 |                                        | The Show Must Go On Tomas Tengby                                                                                          | Lis Vibeke Kristensen | Örebro länsteater           |
| 1988 | Mitch                                  | Linje Lusta (A Streetcar Named Desire) Tennessee Williams                                                                 | Georg Malvius         | Folkan                      |
| 1989 | Larsson                                | Melodien som kom bort (Melodien, der blev væk) Kjeld Abell, Sven Mölle Kristensen, Bernhard Christensen och Herman Koppel | Karin Parrot-Jonzon   | Helsingborgs stadsteater    |
| 1990 | Ragnar Brovik                          | Byggmästare Solness (Bygmester Solness) Henrik Ibsen                                                                      | Marianne Rolf         | Helsingborgs stadsteater    |
| 1990 | Hawkins                                | Förvillande lik (Busybody) Jack Popplewell                                                                                | Stig Olin             | Helsingborgs stadsteater    |
| 1991 | Huck                                   | Huck Finn (The Adventures of Huckleberry Finn) Mark Twain                                                                 | Thomas Oredsson       | Örebro länsteater           |
| 1992 | Ejlert Løvborg                         | Hedda Gabler Henrik Ibsen                                                                                                 | Terje Mærli           | Örebro länsteater           |
| 1999 | Herr Snawley Sir Mulberry Hawk Brooker | Nicholas Nickleby (The Life and Adventures of Nicholas Nickleby) David Edgar                                              | Georg Malvius         | Stockholms stadsteater      |
| 2001 | Gletkin                                | Natt klockan 12 på dagen (Darkness at Noon) Sidney Kingsley                                                               | Georg Malvius         | Stockholms stadsteater      |
| 2001 | Kulygin                                | Systrarna Per Olov Enquist                                                                                                | Benny Fredriksson     | Stockholms stadsteater      |
| 2015 | O´Brien                                | 1984 George Orwell | Sara Giese            | Riksteatern/ Östgötateatern |